# Munningen
Munningen è un comune tedesco di 1 779 abitanti, situato nel land della Baviera.